# 亞斯琴比亞古拉
亞斯琴比亞古拉（波蘭語：Jastrzębia Góra）是波兰北部卡舒比亞地区波罗的海南岸的村莊，行政上隸屬濱海省普茨克縣弗瓦迪斯瓦沃沃市鎮。該村為波蘭最北點，它分別坐落于市鎮行政中心弗瓦迪斯瓦沃沃西北7（4.3英里）、普茨克西北14（8.7英里）和省府格但斯克西北55（34英里）處。該村在2015年1月1日前属于弗瓦迪斯瓦沃沃镇的一部分。

## 相冊

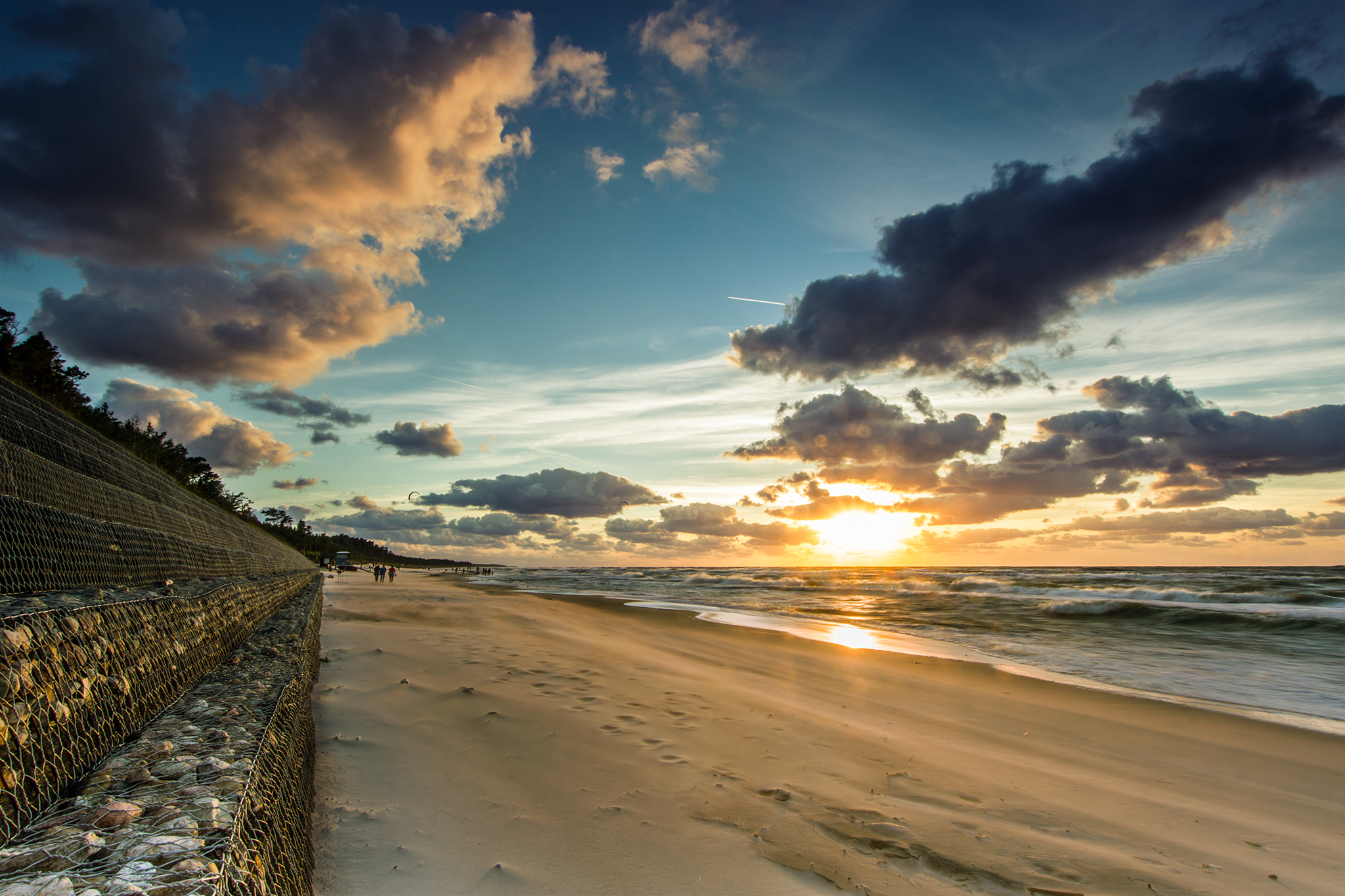
海滩
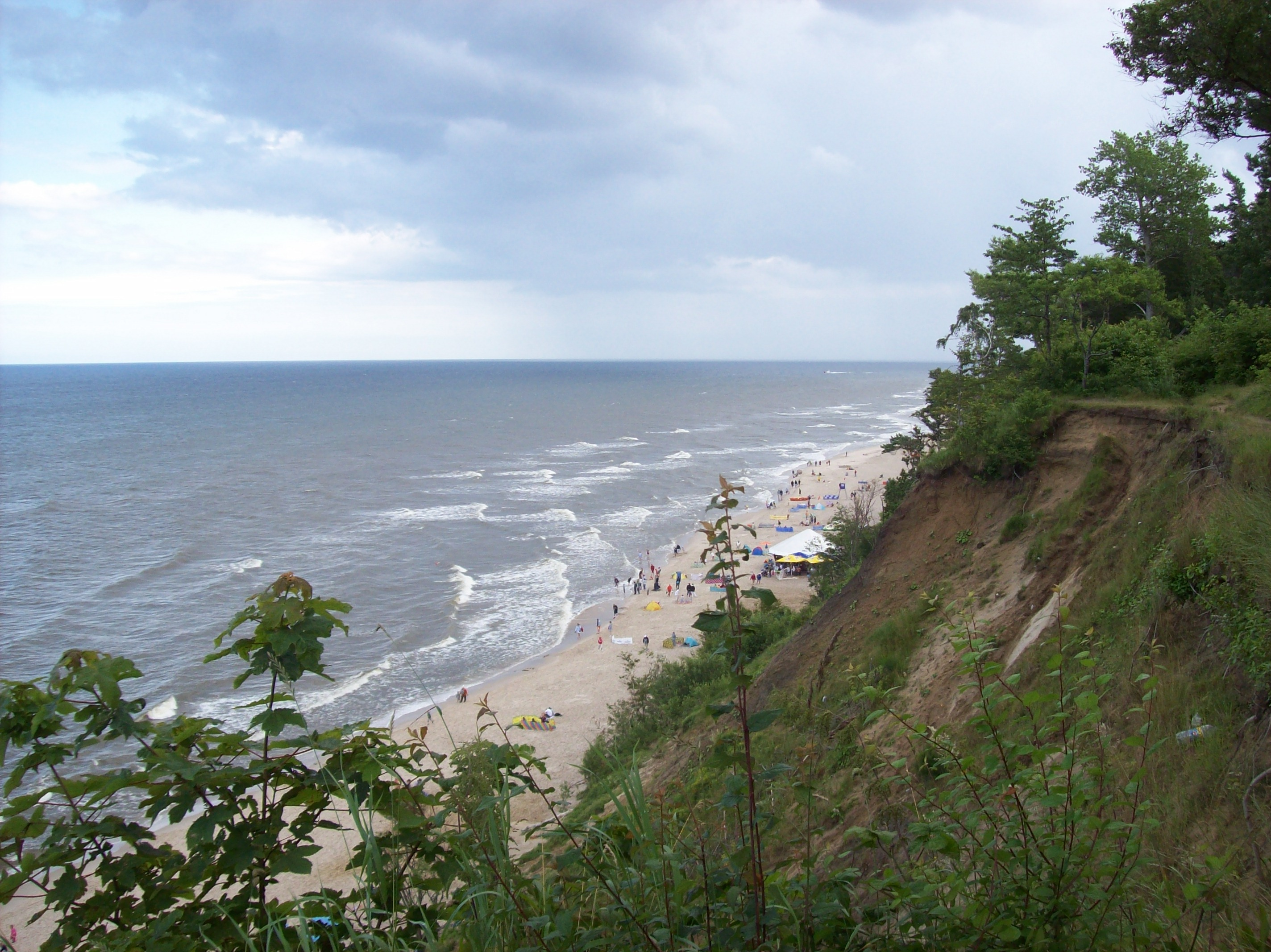
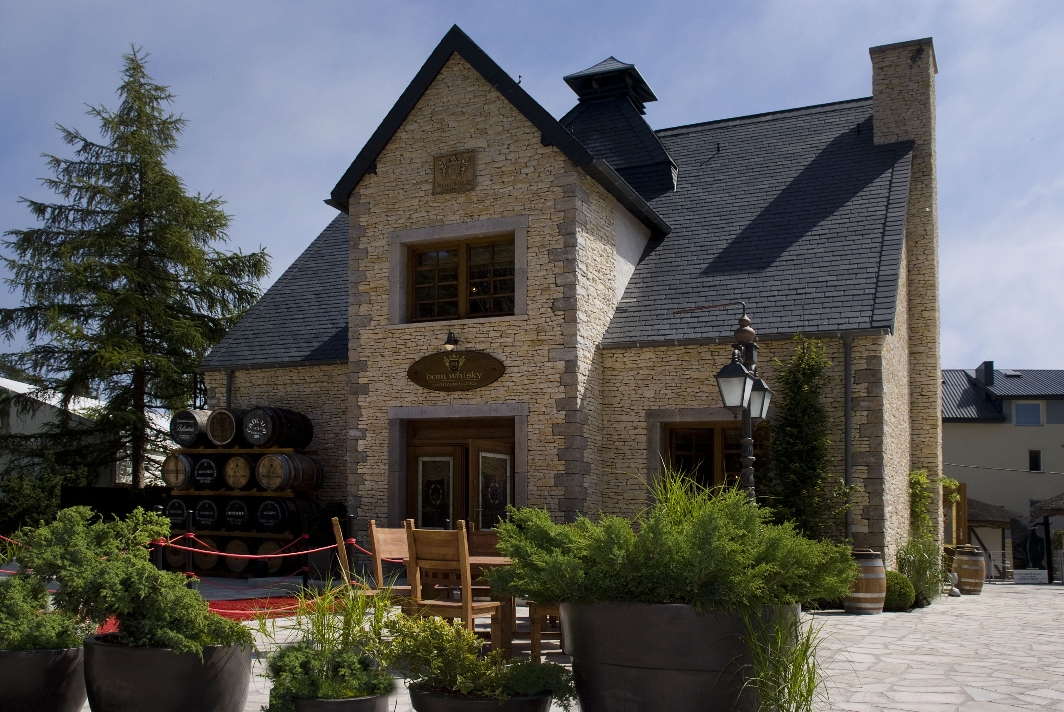
威士忌屋
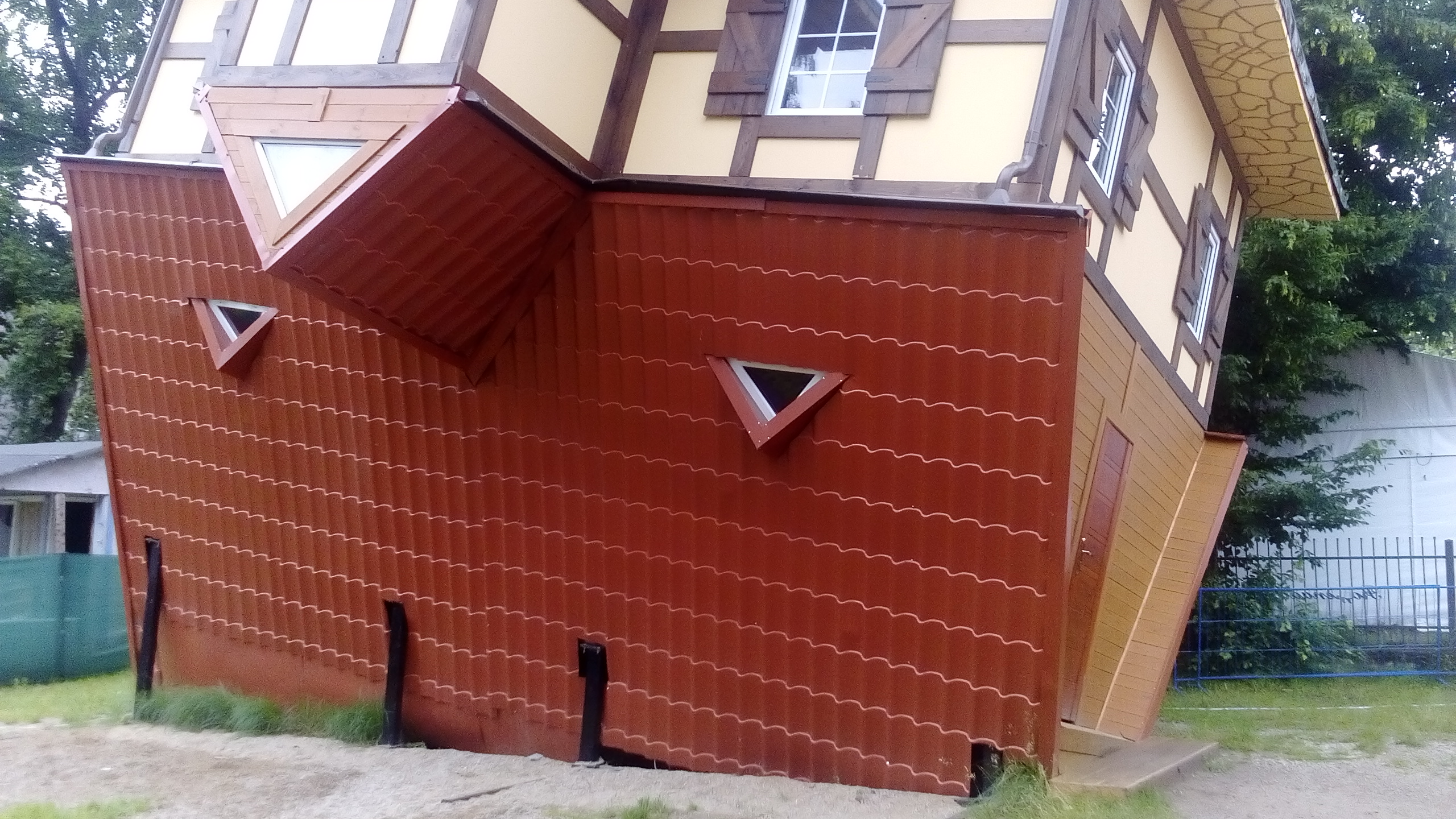
颠倒屋
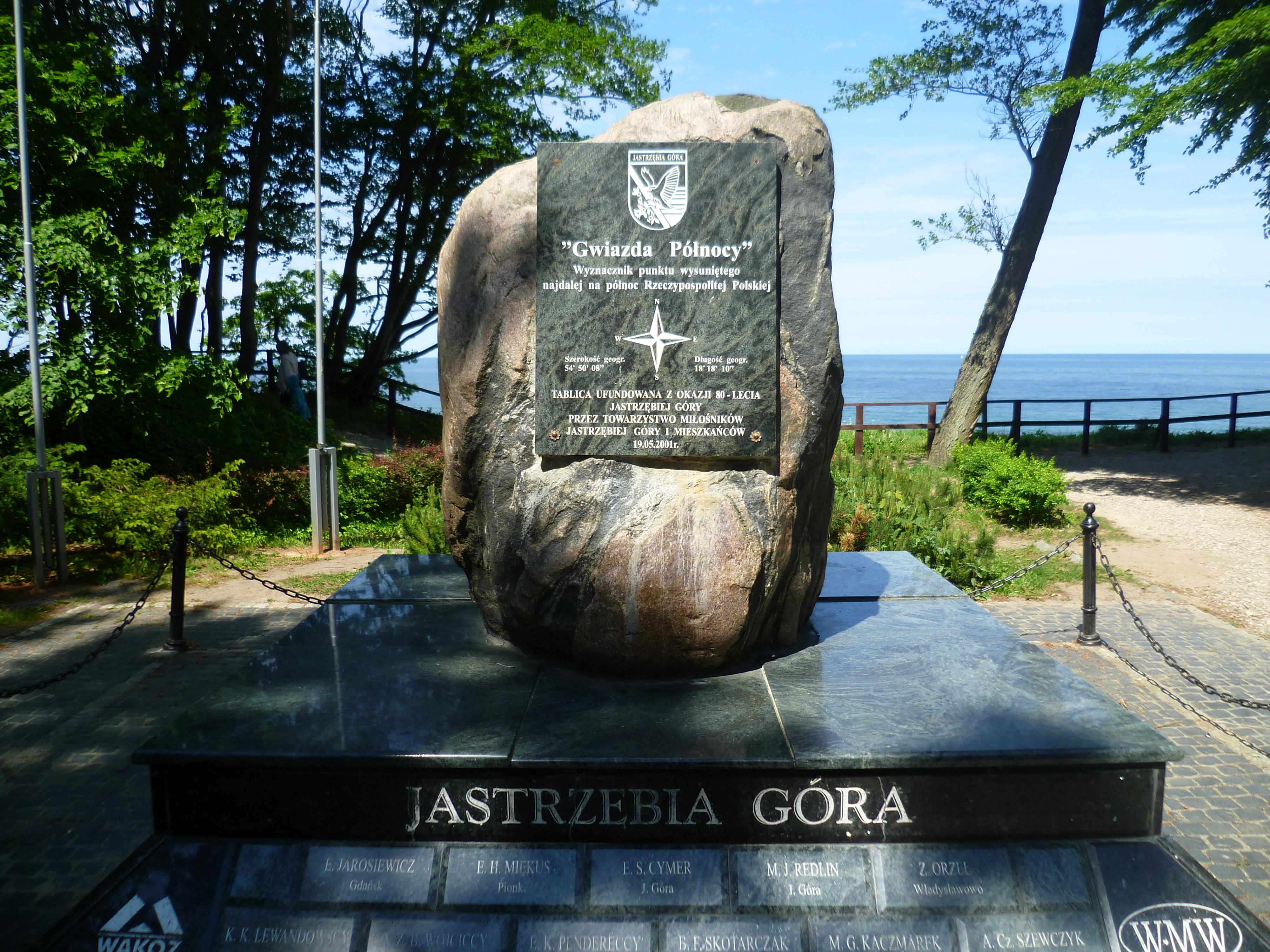
波兰最北点“北极星”
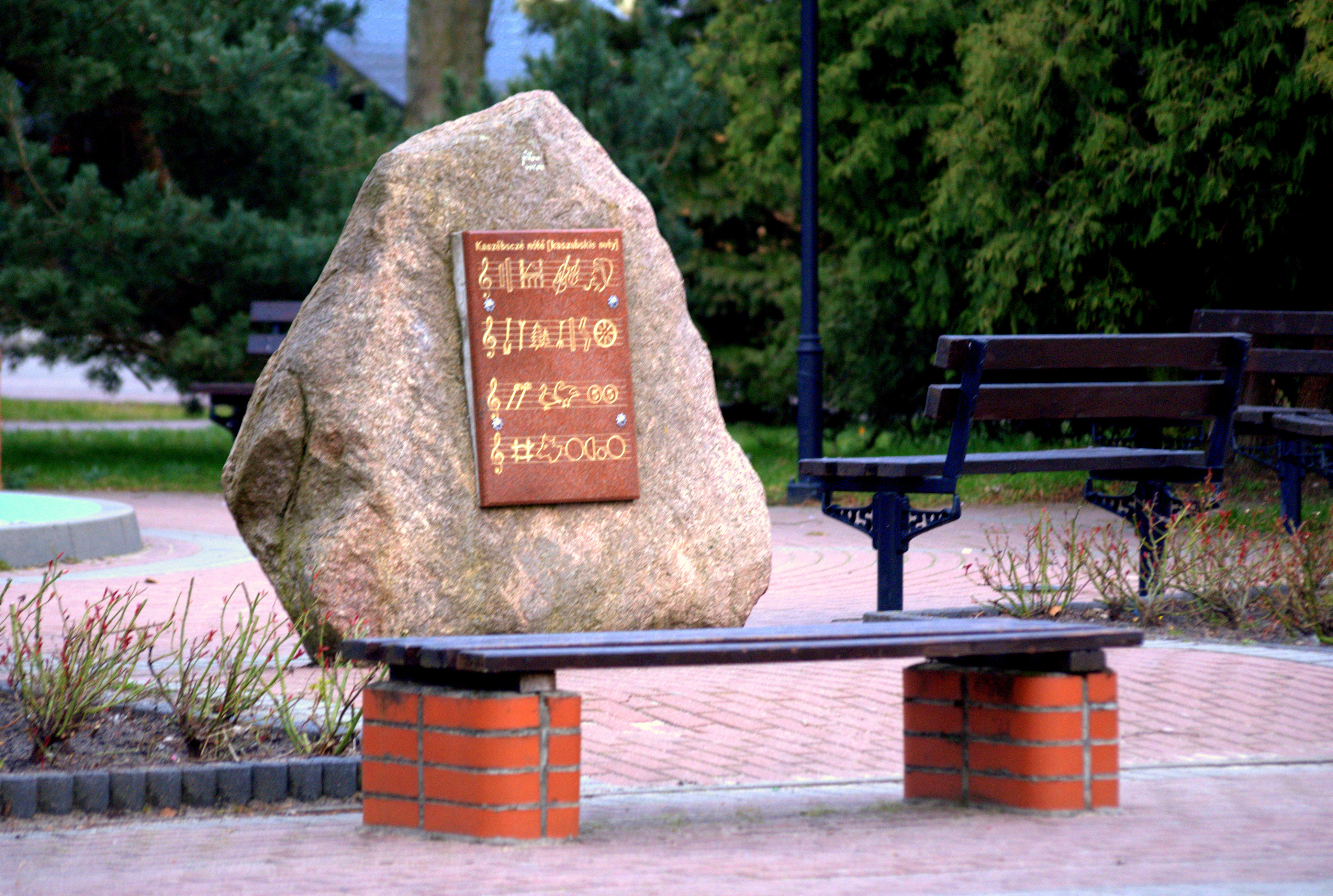